# Carl von Hardenberg (Oberhofmarschall)
Carl von Hardenberg (vollständiger Name Carl Philipp von Hardenberg; * 14. Oktober 1756 in Hannover; † 31. Januar 1840 ebenda) war ein deutscher Jurist und Oberhofmarschall des Königreichs Hannover.

## Leben
Carl von Hardenberg entstammte dem niedersächsischen Adelsgeschlecht von Hardenberg und kam 1756 als Sohn des Hans Ernst von Hardenberg und der Eléonore von Wangenheim zur Welt. Er war der Bruder unter anderem von August Wilhelm Carl von Hardenberg (1752–1824).
Carl von Hardenberg studierte an verschiedenen Hochschulen Rechtswissenschaften und wirkte zur Zeit des Kurfürstentums Braunschweig-Lüneburg und während der Personalunion zwischen Großbritannien und Hannover ab 1777 als Auditor am Kurfürstlichen Hofgericht in Hannover. 1781 wurde er in Celle als Justizrat am dortigen Oberappellationsgericht tätig, wo er bis 1805, während er unterdessen 1803 in Hannover zum Hofgerichts-Assessor ernannt worden war. 1798 erwarb er das Rittergut Drönnewitz in Mecklenburg.
Während der sogenannten „Franzosenzeit“ und in dem von Napoleon Bonaparte eingerichteten Königreich Westphalen wurde von Hardenberg im Jahr 1814 von der westphälischen Regierung mit den Aufgaben des Landdrosten von Ratzeburg betraut.
Nach der Erhebung des vormaligen Kurfürstentums zum Königreich Hannover wurde Carl von Hardenberg durch den in Großbritannien residierenden König Georg III. Ende 1815 zum Oberhofmarschall des neugebildeten Staates ernannt. Im selben Jahr wurde er mit dem Großkreuz des Guelphenordens ausgezeichnet.
Von Carl von Hardenberg ist unter anderem ein Briefwechsel mit dem Schriftsteller und Staatstheoretiker Benjamin Constant erhalten.

## Familie
Mit der 1786 in Hannover angetrauten Henriette Friederike, Gräfin von Wartenberg (* 27. Oktober 1771 in Mitau; † 21. Dezember 1814 in Drönnewitz), einer außerehelichen Tochter des Peter von Biron, Herzog von Kurland und Semgallen und zu Sagan, mit Anna Marie Friederike von Manteuffel gen. Szoege (1750–1829), hatte Carl von Hardenberg drei Söhne und zwei Töchter, darunter
- Karl studierte Forstwesen, heiratete 1820 die Gräfin Adelheid von Kielmannsegg, mit der er bis 1823 mindestens zwei Söhne gezeugt hat.[1]
- Adolf verstarb früh.[1]
- Julie heiratete einen Grafen aus dem Geschlecht von Platen-Hallermund.[1]
- Pauline ehelichte 1821 den adeligen Hauptmann aus der Familie du Plat.[1]